# Yellowjacket (Marvel Comics)
Yellowjacket (Español: La Chaqueta Amarilla) fue el nombre de varios supervillanos ficticios que aparecen en los cómics estadounidenses publicados por Marvel Comics.
Corey Stoll interpreta a Darren Cross haciendo su debut en la película del Universo cinematográfico de Marvel Ant-Man (2015)  y será el villano del Hombre Hormiga, mientras que Michael Douglas expresa la encarnación del personaje Hank Pym de la serie de televisión de MCU What If...? (2021).

## Biografía

### Hank Pym
El Dr. Henry "Hank" Pym, también conocido como Hombre Hormiga, Hombre Gigante y Goliat, es el primer personaje que toma el nombre clave de Yellowjacket. El personaje ha sido asociado con varios equipos de superhéroes en el Universo Marvel, incluidos los Vengadores y los Defensores.

### Rita DeMara
Rita DeMara es el segundo personaje en ir por el nombre clave de Yellowjacket. Debutó como una supervillana, uniéndose al grupos de supervillanos. Más tarde se convierte en una superheroína, uniéndose a las filas de los Guardianes de la Galaxia. Ella es asesinada por Immortus, pero luego es resucitada.

### Darren Cross
Darren Cross es el tercer personaje que usa el nombre clave de Yellowjacket después de obtener el disfraz gracias a Egghead.

## Otras versiones

### Ultimate Marvel
La encarnación original de Ultimate Marvel de Yellowjacket es Ultron, un robot diseñado para ser un súper soldado prescindible. Ultron es asesinado más tarde por Hank Pym, quien más tarde toma el manto Yellowjacket, queriendo compensar lo que hizo su creación.

## En otros medios

### Televisión
- La versión de Yellowjacket de Hank Pym hace su debut animado en The Avengers: Earth's Mightiest Heroes después de sufrir una crisis mental.[5]
- La versión de Darren Cross de Yellowjacket aparece en el especial de televisión Lego Marvel Super Heroes: Avengers Reassembled, con la voz de Travis Willingham.[6]
- La iteración de Darren Cross de Yellowjacket aparece en Disney XD, cortos animados de Ant-Man, expresado por William Salyers.

### Universo cinematográfico de Marvel
- En el 2015, la película de Marvel Studios, Ant-Man, Darren Cross (Corey Stoll) construye el traje Yellowjacket para venderlo a Hydra y los Diez Anillos y luego él mismo usa el prototipo.[7][8]
- La encarnación de Hank Pym de Yellowjacket aparece en la serie de Disney+ de 2021, What If..., episodio "¿Qué pasaría si... el mundo pierde a sus héroes mas poderosos?", con la voz de Michael Douglas.[9] Representado como un asesino en serie, esta versión realidad alternativa mata a cuatro posibles miembros de la Iniciativa Vengadores del Director de S.H.I.E.L.D. Nick Fury antes de que puedan ser reclutados en venganza por su hija Hope Van Dyne ser asesinada mientras trabajaba para la organización. Al final, es derrotado por Fury y Loki y es llevado a la custodia de los asgardianos.

### Videojuegos
- En el videojuego  Marvel: Ultimate Alliance 2, alias Yellowjacket de Hank Pym aparece como una lucha del jefe de la anti-registro, con la voz de Wally Wingert.
- La versión de Yellowjacket de Hank Pym aparece como personaje jugable en Lego Marvel Super Heroes 2.[10]
- La versión de Yellowjacket de Marvel Cinematic Universe aparece en Marvel: Avengers Alliance, Marvel: Contest of Champions, Marvel Future Fight y Lego Marvel Vengadores.
- Aparece como carta jugable en el juego de cartas Marvel Snap